# Баба Харак Сингх
Баба Харак Сингх (хинди बाबा खड़क सिंह; англ. Baba Kharak Singh; 6 июня 1867, Сиалкот, Провинции Британской Индии — 6 октября 1963, Дели, Индия) – индийский политик, участник Индийского национально-освободительного движения, 
президент Центральной лиги сикхов, политический лидер сикхов. драматург.

## Биография
Сын богатого промышленника. Был в числе первых студентов, окончивших (1889 г.) Пенджабский университет в Лахоре.
Начал свою общественно-политическую деятельность в 1912 году. Активно занимался проблемами сикхов. В 1915 году председательствовал на Сикхской образовательной конференции, проходившей в Лахоре.
Член партии Акали дал.
В 1920 г. под его руководством сикхи приняли решение о присоединении к Движению несотрудничества с британскими властями. Боролся против британского правления. Организовывал демонстрации. Подвергался преследованиям. Сидел в тюрьме.
В 1949 году, Неру подарил Бабе Хараку Сингху серебряную копию государственного флага на публичном мероприятии, посвященном его дню рождения. Тогда он сказал: «Немногие руки могут поддерживать честь и достоинство Национального флага лучше, чем его руки. Честность и порядочность Бабы Кхарака Сингха сравнить с кем то невозможно».